# Jurinella palpalis
Jurinella palpalis là một loài ruồi trong họ Tachinidae.